# 에메랄드 페넬
에메랄드 페넬(영어: Emerald Fennell, 1985년 10월 1일 ~ )은 잉글랜드의 배우, 영화 감독, 작가이다. 영화 《프라미싱 영 우먼》을 통해 감독 데뷔하였다.

## 작품 목록

### 연출
- Careful How You Go (2018, 단편)
- 프라미싱 영 우먼 (2020)
- 솔트번 (2023)
- 폭풍의 언덕 (2026)